# ハードレインオープンカフェ
ハードレインオープンカフェ(HARD RAIN OPEN CAFE)は日本の劇団。東京を中心に年2回程度の舞台公演を中心に活動している。主宰は簑田詢平(ミノタジュンペイ)、演出家は佐々木海音。

## 概要
簑田詢平(ミノタジュンペイ)により1985年に創設されたザ・プレイヤーズ・ハウスが前身。2007年夏、演劇以外のアート活動へ進出する際にハードレインオープンカフェへ名称変更。
スタニスラフスキー・システムを基本にした合理的かつ現代的な演技術のもと、徹底したリアリティを追求する演技者集団。

## 主な作品（過去の公演）
- 2007.8  「ハードレインオープンカフェ 1st!」
- 2008.4  「透明なぬいぐるみLIVEショー」
- 2008.10 「ひとのとき」
- 2009.5  「長くて短い秘密の話」
- 2009.12 「最後の太郎」
- 2010.5  「サクラのキセツ」
- 2010.10 「Moon Light Rehearsal」